# デヴィッド・ウィルソン (フィギュアスケート選手)
デヴィッド・ウィルソン（David Wilson, 1966年5月25日 - ）は、カナダのフィギュアスケートコーチ、振付師。

## 経歴
男子シングルの選手として活動をしていたが、オスグッド・シュラッター病により18歳で競技から引退。プロ転向後はアイスショーの興行団体であるアイス・カペード（en）などで活躍した後、トロントを拠点にコーチ兼振付師としての活動を始めた。
1990年代に活躍したセバスチャン・ブリテンの振付により注目を浴び、現在までにジェフリー・バトル、ジョアニー・ロシェット、マリー＝フランス・デュブレイユ&パトリス・ローゾン組、ジェシカ・デュベ&ブライス・デイヴィソン組などのカナダ選手や金妍兒らトロントを拠点としたことのある選手の振付を担当した。
日本人選手では1990年代の中頃から山田満知子の招きで名古屋に長期滞在して伊藤みどりらの振り付けを多数行ったことがきっかけでその後、羽生結弦、髙橋大輔、恩田美栄、織田信成、安藤美姫、中野友加里ら、多くの選手の振付を担当する人気振付師となった。

## 主な作品
- 羽生結弦（男子シングル）「ノートルダム・ド・パリ」「ロミオとジュリエット」「星降る夜」「春よ、来い」
- ジェフリー・バトル（男子シングル）「アディオス・ノニーノ」[3]、「アララト」[3]
- ジョアニー・ロシェット（女子シングル）「火の鳥」[3]
- 織田信成（男子シングル）「スーパーマリオブラザーズ」[3]、「座頭市」[3]、「フライ・ミー・トゥ・ザ・ムーン」[3]
- ハビエル・フェルナンデス（男子シングル）「チャーリー・チャップリンメドレー」「ピーター・ガン」
- 安藤美姫（女子シングル）「戦場のメリークリスマス」[2]
- 金妍兒（女子シングル）「死の舞踏」[2]、「シェヘラザード」[2]
- 本田真凜（女子シングル）「トゥーランドット」
- 髙橋大輔 (フィギュアスケート選手)  イン・ザ・ガーデン・オブ・ソウルズ
- チャ・ジュンファン（男子シングル）「シンデレラ」

1. ↑  田村明子文「フィギュアスケート振付師のお仕事　デヴィッド・ウィルソン(カナダ)」『オール・アバウトフィギュアスケート』ぴあ（ぴあワンダーランドSpecial）、2005年11月、pp.92-93
2. 1 2 3 4 5  「フィギュアスケート振付師ファイル」『フィギュアスケートDays vol.8』ダイエックス出版、2009年2月、pp.76-77
3. 1 2 3 4 5 6 7 8  上坂美穂編『オール・アバウトフィギュアスケート』ぴあ（ぴあワンダーランドSpecial）、2005年11月、p.51
4. ↑  “日本のメダリストのコーチたち～山田満知子 <4> スポーツ報知、2012年7月23日”. 2012年8月1日時点のオリジナルよりアーカイブ。2012年8月16日閲覧。